# Талала (Оклахома)
Талала (енгл. Talala) град је у америчкој савезној држави Оклахома.

## Демографија
По попису из 2010. године број становника је 273, што је 3 (1,1%) становника више него 2000. године.
| Група             | 2000.       | 2010.       |
| Белци             | 196 (72,6%) | 195 (71,4%) |
| Афроамериканци    | 1 (0,4%)    | 0 (0,0%)    |
| Азијати           | 4 (1,5%)    | 0 (0,0%)    |
| Хиспаноамериканци | 1 (0,4%)    | 2 (0,7%)    |
| Укупно            | 270         | 273         |